# Ragdoll

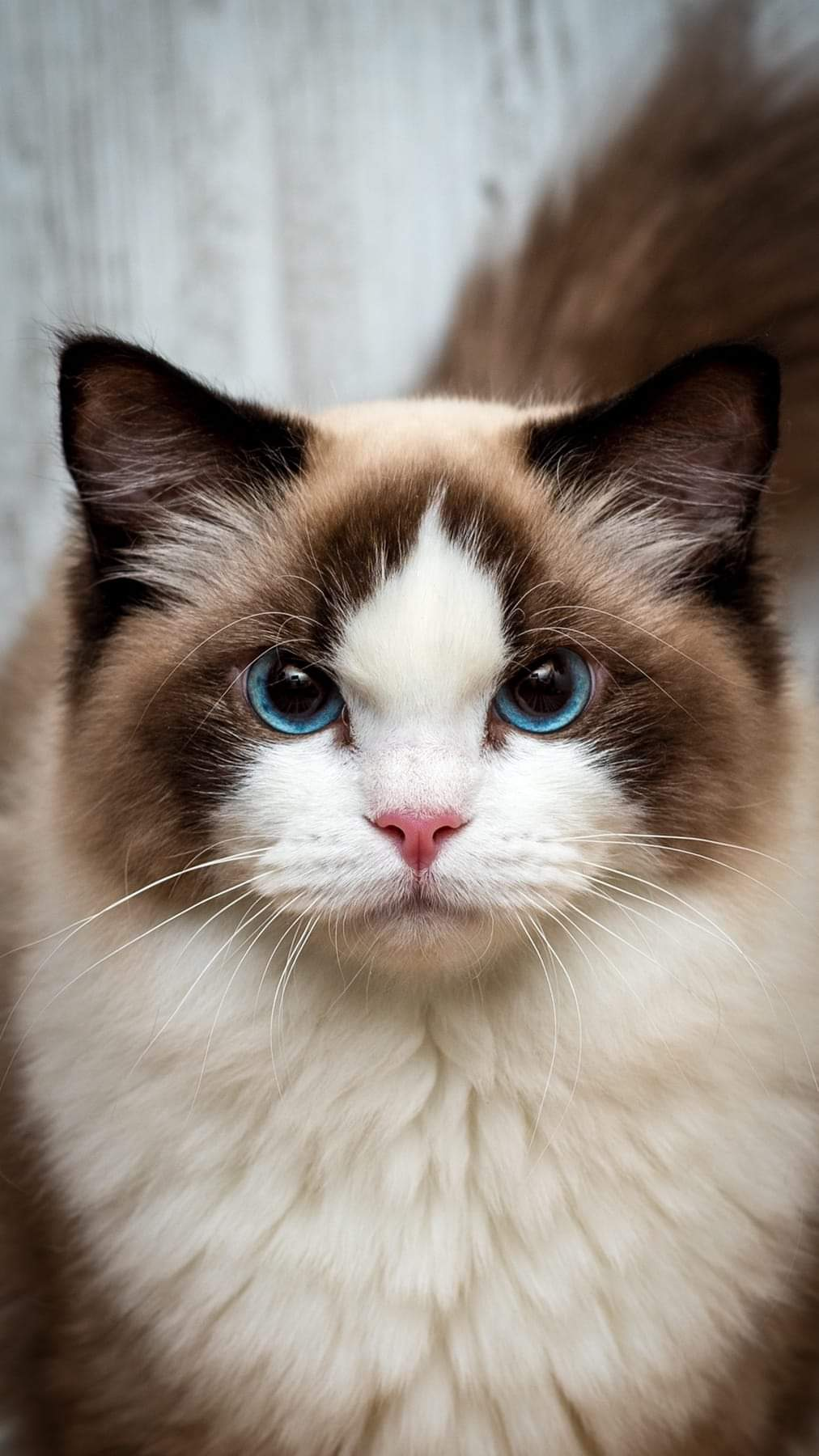
Seal bicolor (9 maanden oud)

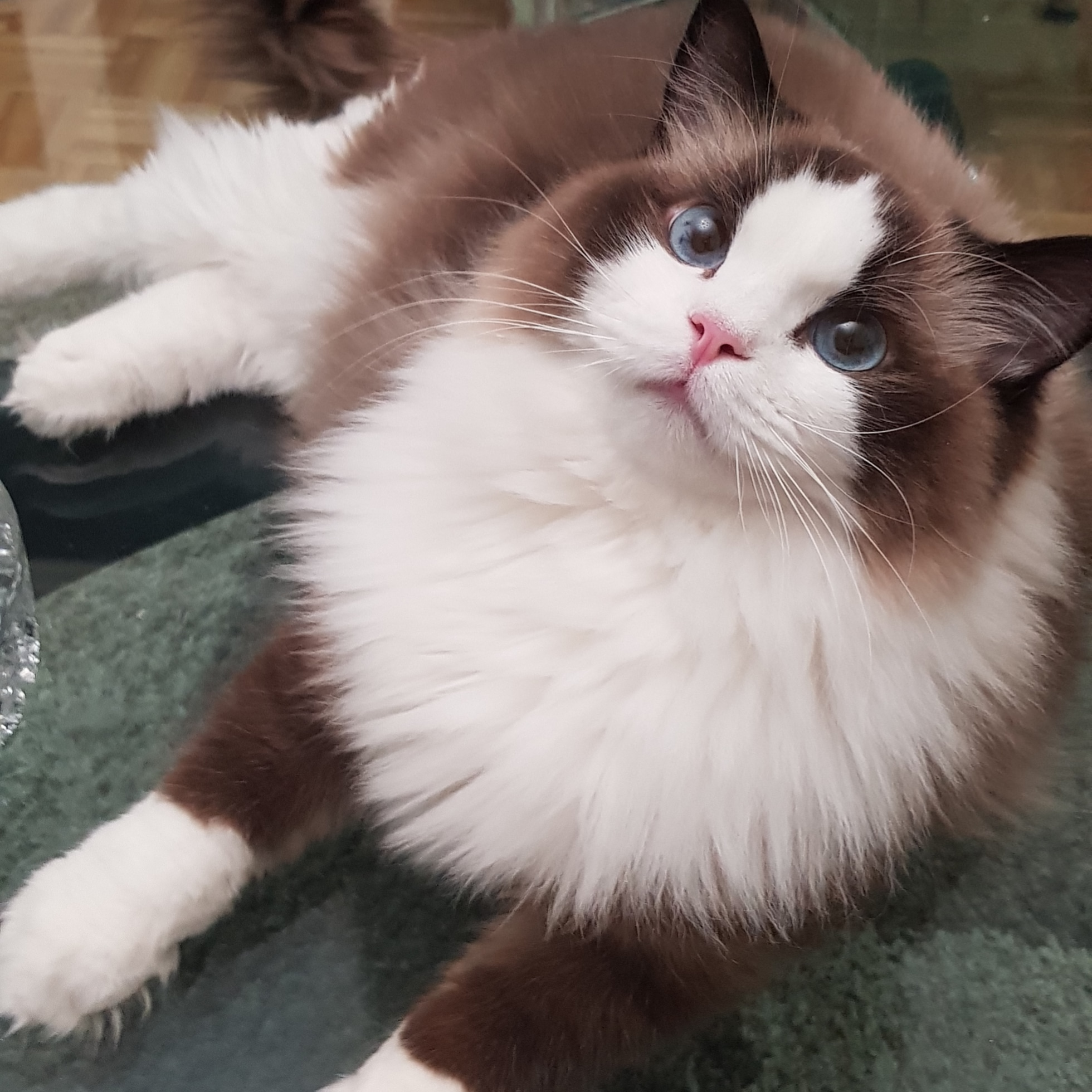
Seal bicolor (1 jaar oud)

De Ragdoll is een kattenras ontwikkeld in de Verenigde Staten. Ragdolls zijn forse katten met een halflange, zijdezachte vacht in colourpoint-aftekening al dan niet in combinatie met wit (soms wordt ook effen-gekleurd toegestaan). Ragdolls zijn selectief gefokt uit langharige huiskatten met een kalm en meegaand karakter, vandaar dat ze zijn vernoemd naar een lappenpop (ragdoll in het Engels). Ze staan dan ook bekend als vrij rustige, sociale en aanhankelijke katten.

## Geschiedenis
De Ragdoll is ontstaan in de Verenigde Staten in de jaren 60 van de 20ste eeuw. Ann Baker is toen begonnen met een witte langharige poes. Deze kat, Josephine, was van Ann Bakers buurvrouw. Josephine had vaak kittens die allemaal wild waren. Op een bepaald moment werd Josephine door een auto aangereden, maar zij overleefde dit ongeval. Josephine werd overgebracht naar de plaatselijke Universiteit, waar haar leven werd gered. 
Toen zij genezen verklaard was ging Josephine weer naar huis en kreeg zij korte tijd later weer kittens. Deze kittens waren echter anders dan voor het ongeluk. Deze kittens waren zeer lief, erg speels en totaal ontspannen. Ook waren ze dol op menselijke aandacht. Josephines eigenaar wilde van de kittens af. Ann Baker vond dit gedrag, als ervaren kattenfokster, erg interessant en besloot enkele kittens mee te nemen. Buckwheat werd haar eerste kat.
Ann had een oudere zoon van Josephine geleend om een nieuwe lijn op te zetten in haar fokprogramma. Dit was een zwart/bruine Pers met de naam Blackie. Tijdens de bezoeken aan de eigenaar van Blackie zag ze zijn broer, een indrukwekkende kater. Ondanks zijn uiterlijke kenmerken van een Heilige Birmaan, was hij dat niet. Ook deze kater mocht zij lenen voor haar fokprogramma. Ann noemde deze kater Raggedy Ann Daddy Warbucks. Beiden waren zoons van Josephine, maar volgens Ann van verschillende vaders. 
De vader van Daddy Warbucks was onbekend zodat het moeilijk is om de oorsprong verder te achterhalen. Buckwheat, een effen zwarte poes, was een dochter van Blackie en Josephine. Zij had het uiterlijk van een Burmees maar met een dikke vacht. Naast Buckwheat kreeg Ann nog een poes, Raggedy Ann Fugianna. Dit was in feite een mislukte bicolour en haar vader was Daddy Warbucks. 
Toen Ann Buckwheat en Fugianna in eigendom had en recht had op dekkingen van Daddy Warbucks, was de rest niet zo moeilijk. De basis voor het nieuwe ras was gelegd. Ann besefte dat de nakomelingen van deze drie grondleggers speciaal waren en noemde "haar" ras Ragdolls. In 1975 liet Ann "Ragdoll" registreren als trademark.

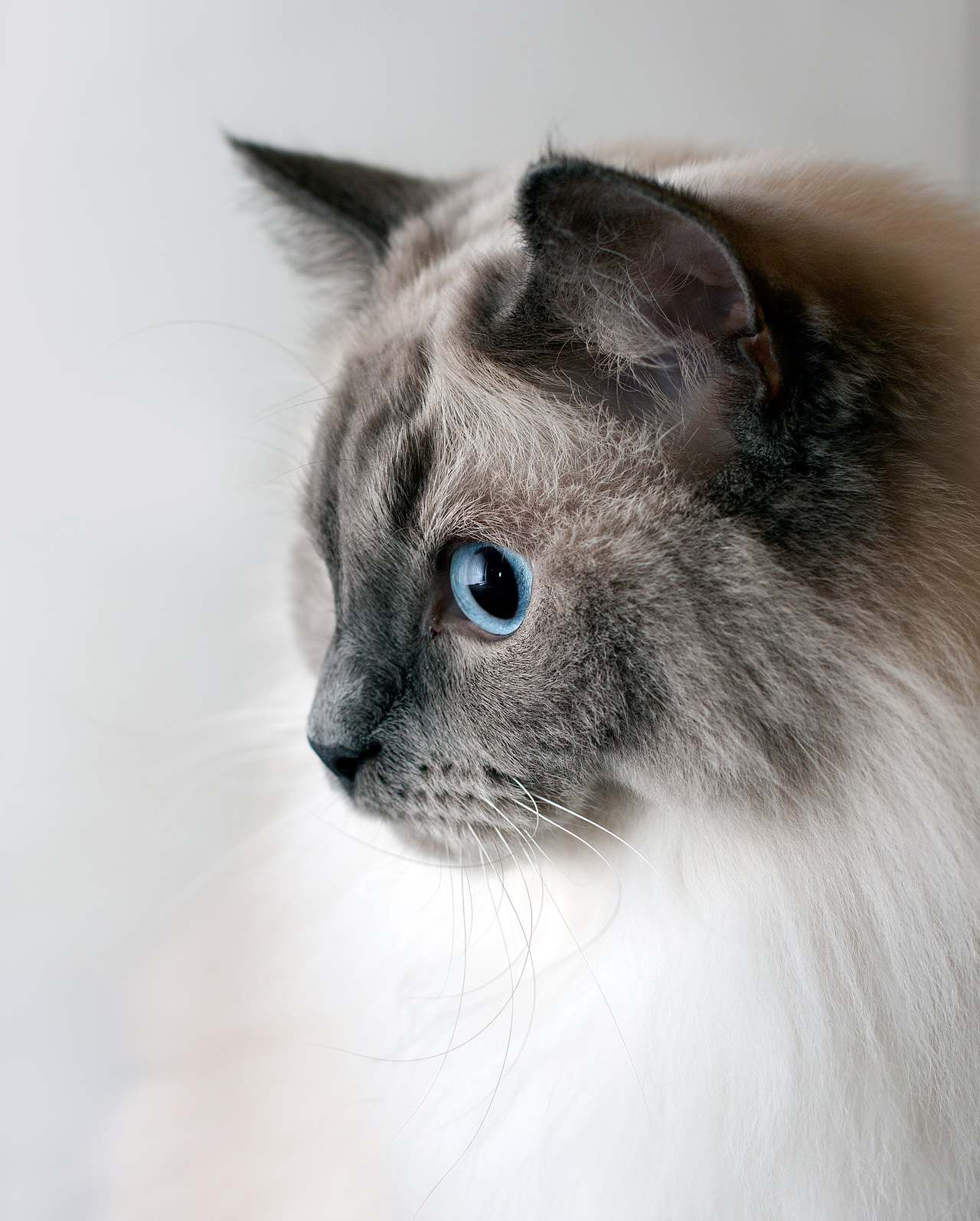
Blauw point

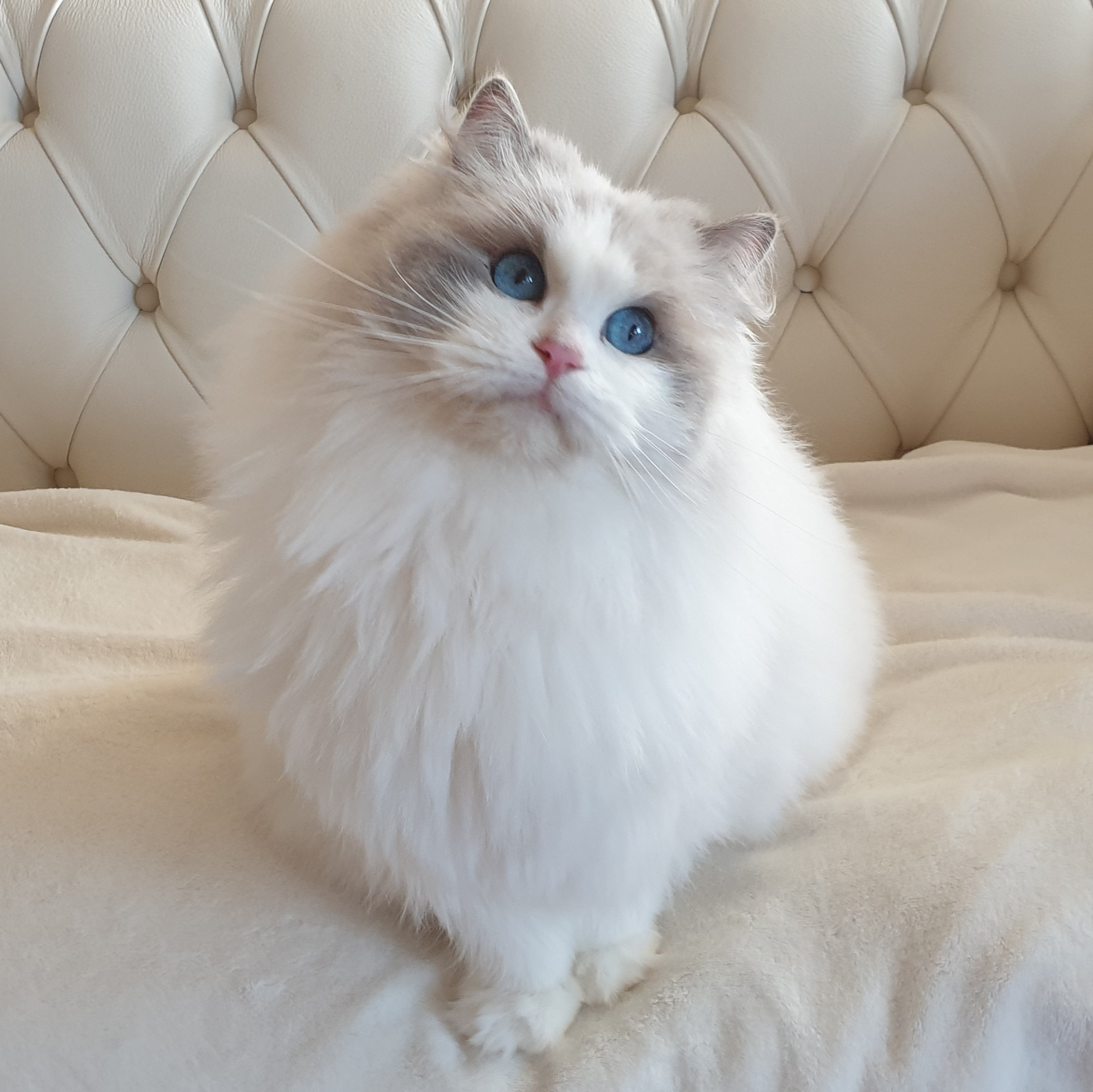
Lila bicolour

## Uiterlijk
Een Ragdoll is een forse kat met een halflange, zijdezachte vacht, welke 2-3 keer per week geborsteld moet worden om klitten te voorkomen. Point Ragdoll kittens worden spierwit geboren waarna de kleuren in de vacht langzaam ontwikkelen. Pas rond het derde levensjaar is de kat volledig uitgegroeid en uitgekleurd. Katers wegen dan tussen de 5 en 9 kilo, een volwassen poes weegt ongeveer 4 tot 6 kilo.

## Kleuren
De kleuren van de Ragdoll zijn seal (zwart), blauw, chocolate, lila, rood (oranje) en crème. Al deze kleuren komen ook in schildpad- en/of lynx-patroon (cyper in een colourpoint) voor. De combinatie van schildpad (Engels: tortoiseshell of tortie) en lynx (Engels: tabby) aftekening wordt ook wel torbie genoemd. Deze kleuren en patronen kunnen ook voorkomen in combinatie met witte delen met of zonder witte pootjes. De meest voorkomende vachtkleuren zijn de seal bicolour (zwarte colourpoint met wit) en seal mitted (zwarte colourpoint met wit inclusief witte pootjes).
Ragdolls komen voor in drie kleurvariaties: point, sepia/mink en effen (Engels: solid). Niet alle kattenliefhebbers en stamboekverenigingen erkennen de laatste twee kleurvarianten. In de Europese kattenstamboekvereniging Fédération Internationale Féline (FIFe) worden alleen point Ragdolls met blauwe ogen geaccepteerd.

### Point Ragdolls
Point Ragdolls (cscs) hebben een colourpoint-aftekening vergelijkbaar met die van een Siamees. Dat wil zeggen dat de extremiteiten (Engels: points), dus de oren, poten, staart en masker donkerder zijn gekleurd terwijl het lichaam lichter gekleurd is. Alle point Ragdolls hebben blauwe ogen vanwege ditzelfde colourpoint-gen. Het contrast tussen de donkere points en lichte torso is groot.
De point Ragdoll komt voor in drie hoofdvariëteiten, namelijk colourpoint, mitted en bicolour.
Colourpoint:
Masker, oren, poten en staart zijn gekleurd. Lichaamskleur is lichter, crèmekleurig. De borst is meestal lichter dan de rest van het lichaam. Een colourpoint mag absoluut geen wit in de points hebben.
Mitted:
Mitted betekent “gehandschoend” in het Engels. In het Nederlands wordt ook wel gesproken over colourpoint met witte sokken. Bij een mitted zijn de points gekleurd als bij een colourpoint. Daarnaast heeft de mitted witte sokjes aan de voorpoten en hogere laarsjes op de achterpoten. Van de kin tot aan de staartinplant loopt een witte streep, de zogenaamde buikstreep. Mitteds kunnen ook een witte bles op hun neus hebben, zoals bij een bicolour. 
Bicolour:
Een bicolour heeft een twee-kleurige vacht; colourpoint met wit. Het masker is gekleurd, maar bevat een omgekeerde, witte "V". Staart en oren zijn gekleurd. Kin, borst, buik en poten zijn wit.
Het wit (bij mitteds en bicolours) is doorgaans gelijk bij de geboorte of hooguit een paar dagen na de geboorte al te zien.

### Sepia en mink Ragdolls
De extremiteiten (kop, poten, staart) van mink Ragdolls (cbcs) zijn gelijk aan die van de point Ragdolls, echter, de vachtkleur is donkerder en warmer van kleur dan die van point Ragdolls. De ideale oogkleur is aquamarijn-turquoise, variërend van licht tot wat donkerder blauw-groen, maar ook blauwe ogen komen voor. De genen die voor het mink zorgen zijn een point gen (cs, van origine afkomstig van de Siamees) in combinatie met een sepia gen (cb, van origine afkomstig van de Burmees). Het mink patroon werd oorspronkelijk gevonden in de Tonkanees, maar komt hedendaags net als de point- en sepia-genen voor in veel kattenrassen en huiskatten. 
Ook de extremiteiten van sepia Ragdolls (cbcb) zijn vergelijkbaar met die van de point Ragdolls. Het verschil is het minimale contrast tussen de donkere points en de lichtere vachtkleur op de torso, maar het is wel aanwezig. De ideale oogkleur van sepia Ragdolls is (goud)geel tot (goud)groen.
In tegenstelling tot point kittens worden mink en sepia kittens met wat kleur geboren.
Niet alle kattenliefhebbers en stamboekverenigingen erkennen de sepia en mink kleurvariant.

### Solid Ragdolls
De effen-gekleurde (Engels: solid of self) Ragdoll, ook wel non-pointed Ragdoll genoemd, heeft een volledig één-kleurige vacht (dus geen point-aftekening). De effen kleurige variant komt, net als de point, mink en sepia Ragdolls, in elke kleur voor. De solid Ragdoll is tegelijk ontstaan met de colourpoint Ragdoll in de 1960s, maar wordt gezien als controversieel. Net als de sepia en mink erkennen niet alle kattenliefhebbers en stamboekverenigingen deze kleurvariant, alleen geldt dit nog sterker bij effen-gekleurde Ragdolls. De oogkleur is bij voorkeur groen, maar oranje, goud en odd-eyed zijn ook mogelijk. Kittens worden effen-gekleurd geboren.

## Karakter
Ragdoll betekent in het Engels letterlijk 'lappenpop', omdat de kat zich in de armen van zijn baasje echt laat hangen. Ragdolls zijn vrij rustige, zachtaardige en aanhankelijke katten. Ze zijn niet bepaald actief of atletisch, en eenmaal volwassen wordt rustig spel op prijs gesteld. Het zijn doorgaans geen schootzitters, maar zijn wel altijd in de buurt te vinden, bij voorkeur naast je. Ze volgen je vaak als een hondje, waarbij je moet opletten dat ze je niet voor de voeten lopen. Ze zijn heel sociaal, erg op mensen gericht, ontzettend nieuwsgierig en vriendelijk. Ze zijn geschikt voor gezinnen met kinderen en kunnen het ook goed vinden met andere huisdieren. Ze zijn zeer geschikt als binnenkatten, maar een buitenkattenren of afgesloten tuin wordt ook op prijs gesteld.

## Fotogalerij

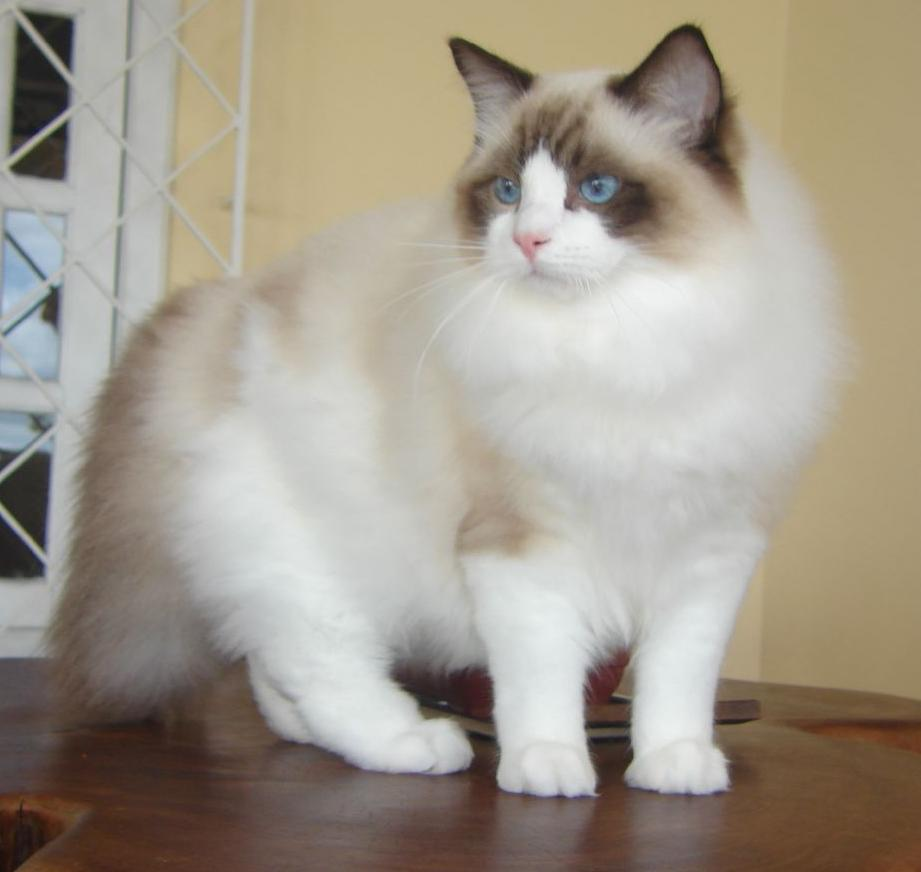
Seal bicolour
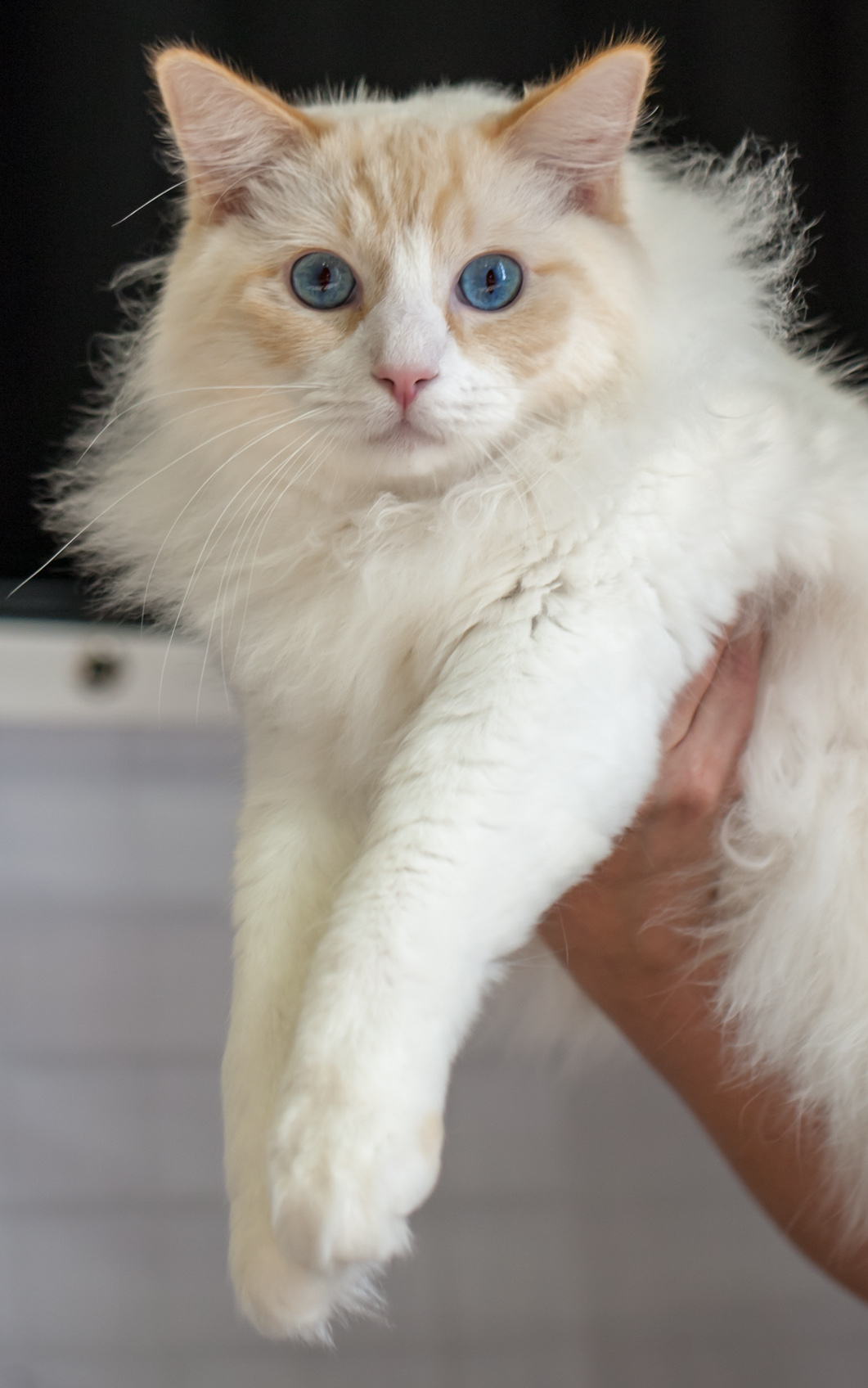
Rood bicolour
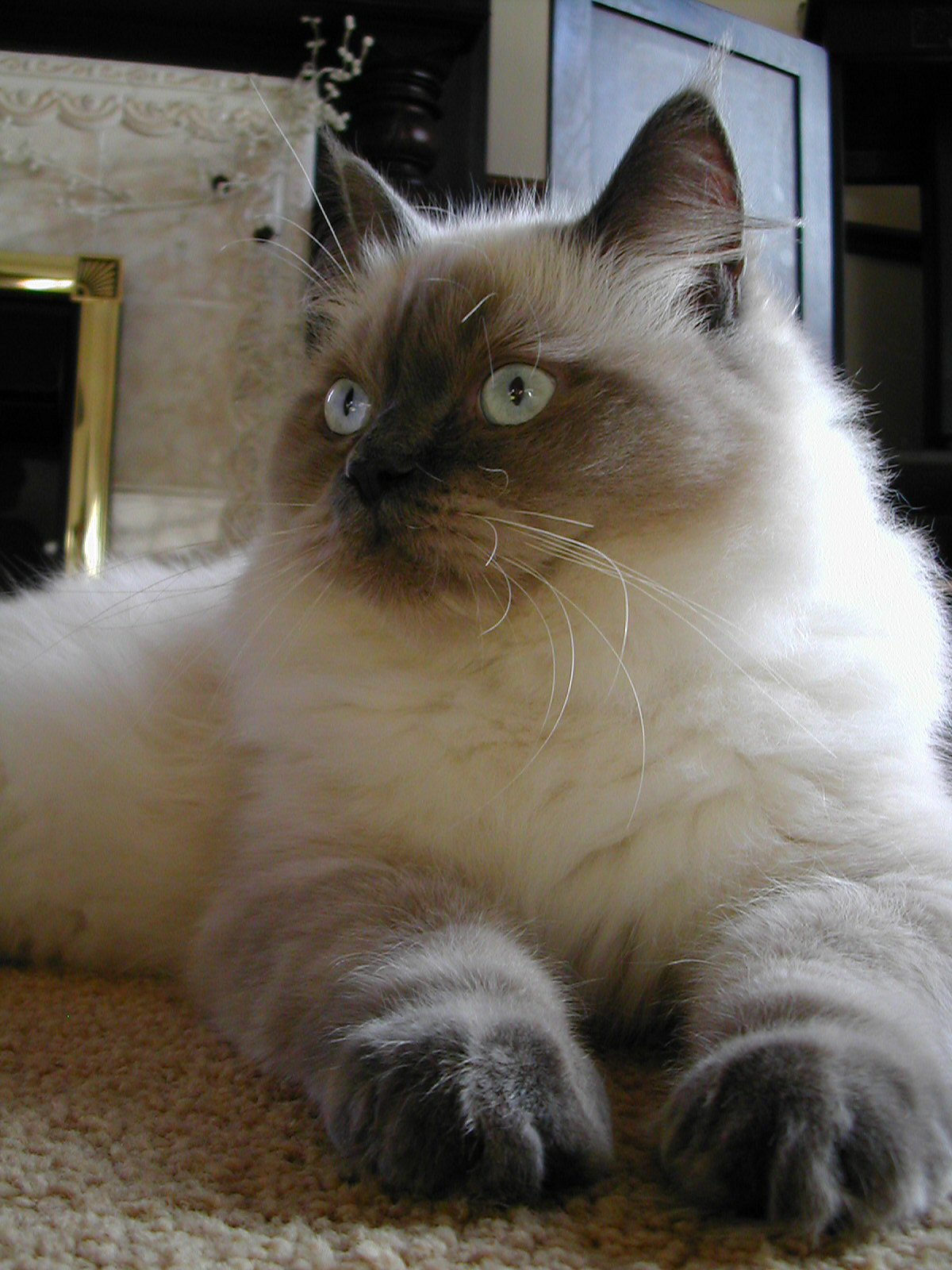
Blauw point
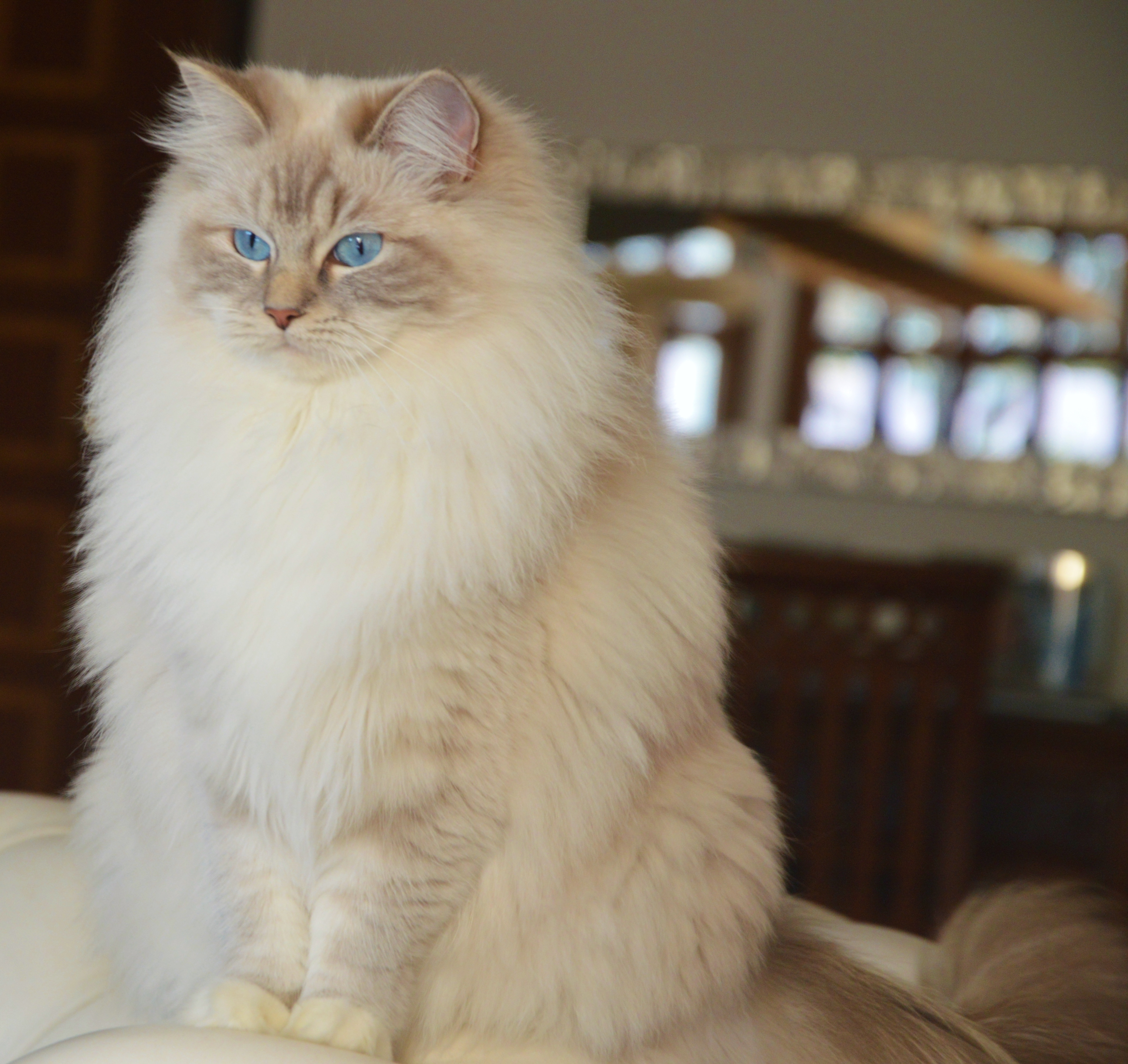
Blauw lynx point
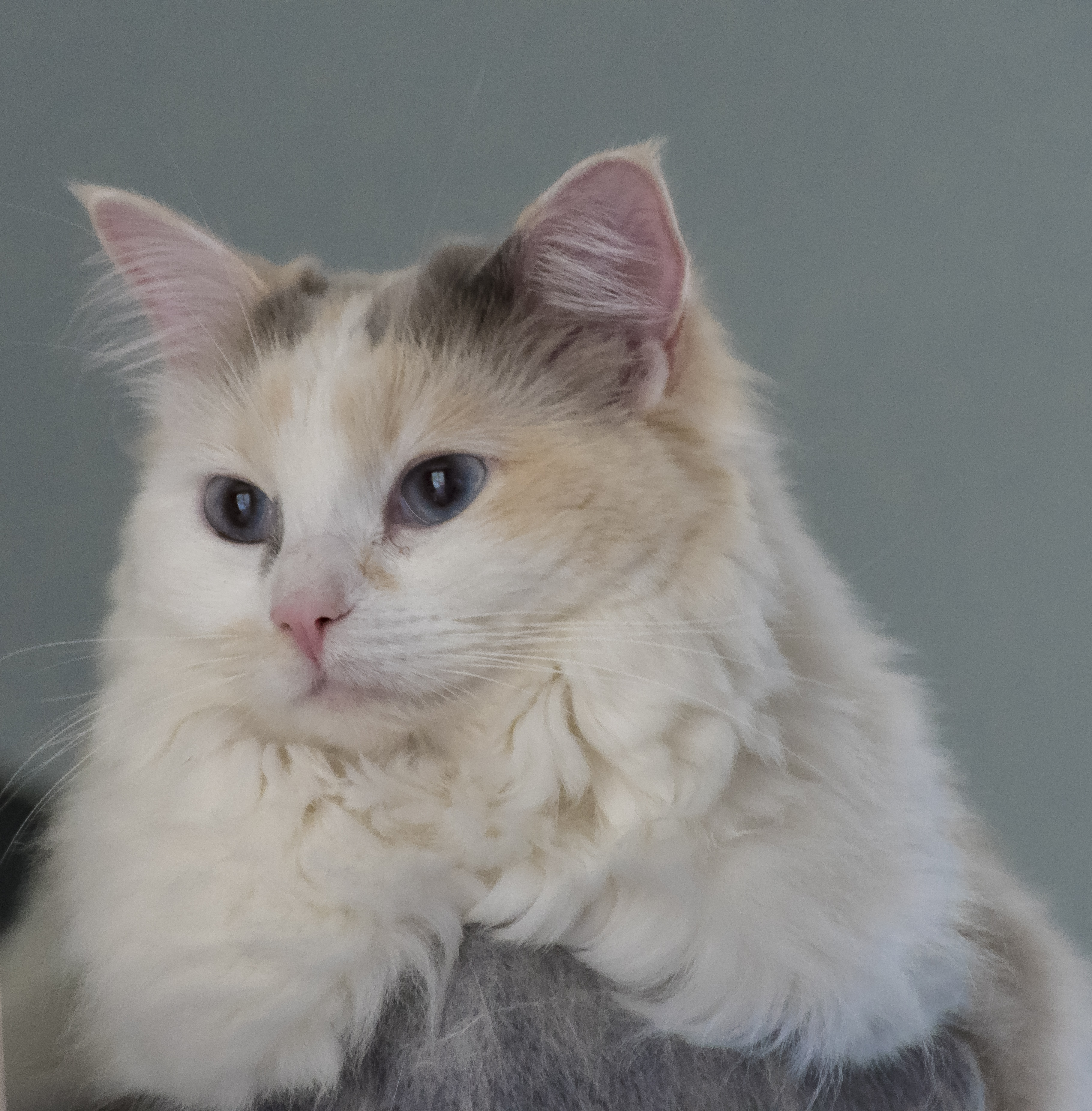
Blauw schildpad bicolour
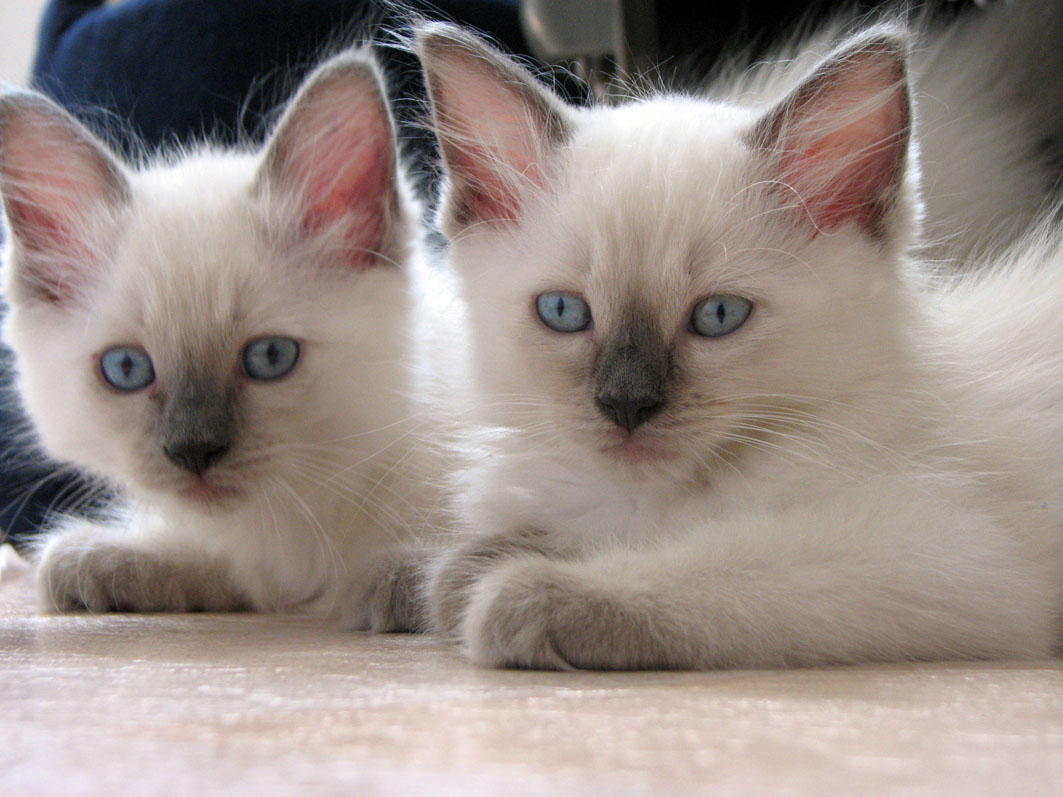
Blauwe point kittens
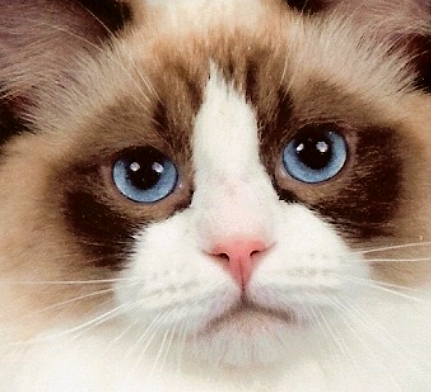
Seal bicolour
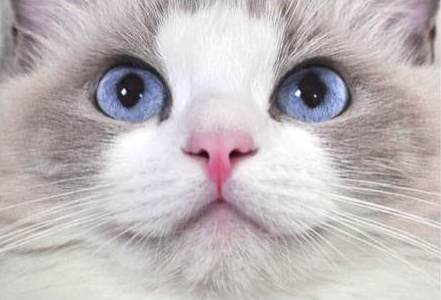
Blauw bicolour
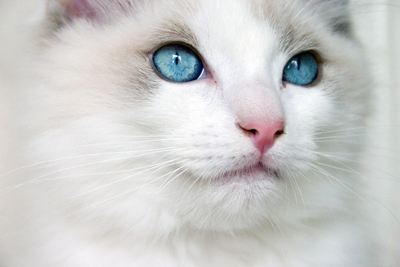
Seal bicolour kitten met felblauwe ogen